# Мастаба

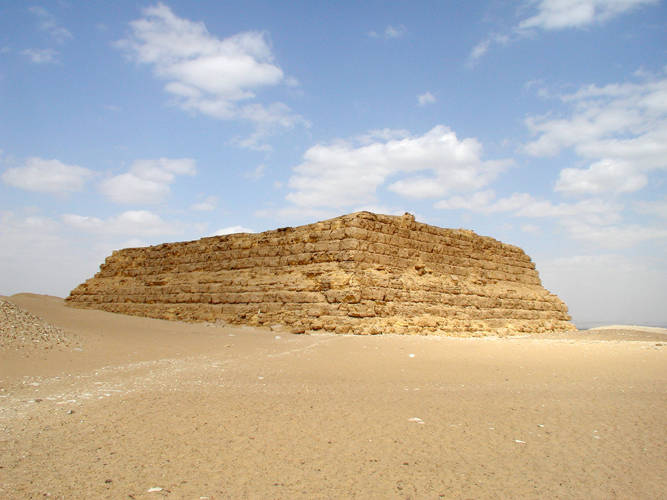
Мастаба Шепсескафа в Саккарі

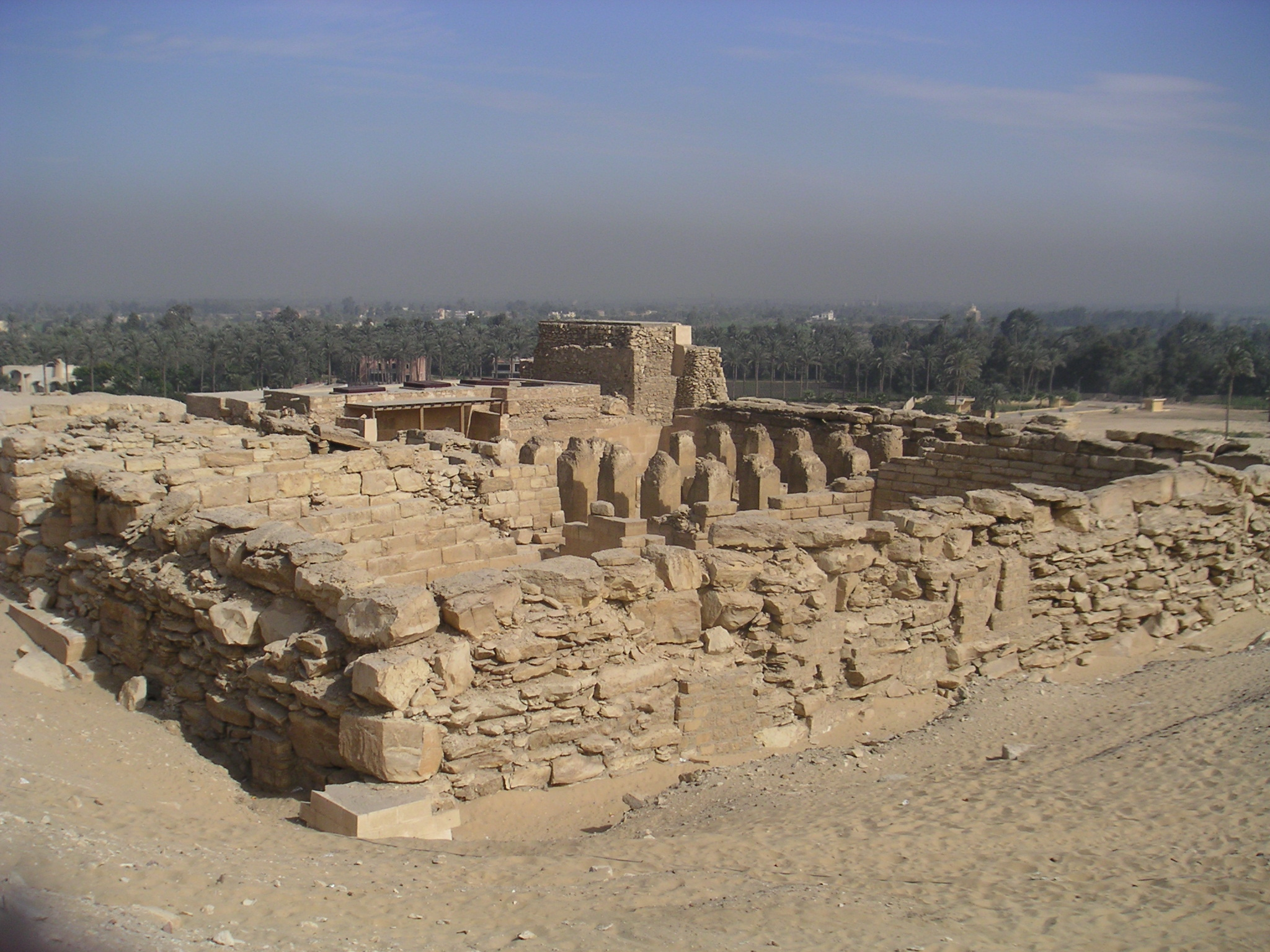
Мастаба Ptahchepses

Мастаба́ (що означає «будинок вічності» або «вічний дім») — тип гробниць давньоєгипетської знаті епохи Раннього (3000–2800 до н. е.) та Стародавнього царства (2800–2250 до н. е.), що були збудовані з сирцевої цегли прямокутниками із злегка похилими стінами та пласким дахом.
Така форма гробниць передувала східчастим пірамідам. Тобто, мастаба стала конструкційною основою для нової форми царського поховання, що з'явилася при III династії — піраміди. Саме слово «мастаба» виводять від араб. ‏‏مصطبة‎ («лава»): якщо дивитися з відстані, гробниця нагадує лавку. Подібна форма гробниці походить від видовженої купи каміння, яке клали над могилою правителя, щоб захистити його тіло від людей-лиходіїв чи тварин. Гробниці у формі мастаб будувались в період Раннього царства та трьох перших династій.
Інколи мастаба була висотою у 10–12 м і займала площу у 50×25 м, але здебільшого були поширені мастаби заввишки 3 м та завширшки 5 м. Розмір мастаби залежав і від того, яку площу вона могла зайняти. Оскільки на одного фараона припадало до кількасот таких охочих, бо знатні люди прагнули будувати свої гробниці поряд з місцем упокоєння свого властителя, то фараон розподіляв місця навколо своєї гробниці обережно, за планом, і мастаби його підлеглих будувалися рівними рядами, утворюючи ціле кладовище.
Мастаба складається з 2 частин: підземної, висіченої у скелі, і наземної, що має форму зрізаної піраміди, складеної з цегли-сирцю та облицьованої кам'яними плитами. Вхід в підземний склеп здійснювався через похилий коридор або колодязь глибиною від 15 до 30 метрів, вхід в який замуровувався в день поховання. У багатих мастаб, крім камери для саркофага, були комори для похоронного інвентарю. Похоронна камера прикрашалася статуями (вмістилища душ померлих), стіни покривалися рельєфами і розписами (гробниця начальника скарбниці Ахетхотепа та його сина Птаххотепа в Саккарі, середина третього тисячоліття до н. е.). Іноді мастаби будували з відкритими двориками та портиками, всередині, як правило, були горизонтальні перекриття, але зустрічалися і склепіння.
Більшість мастаб знаходиться в Гізі і Саккарі.